# Église Saint-Vaast de Cardonnette
Pour les articles homonymes, voir Église Saint-Vaast.
L'église Saint-Vaast de Cardonnette est située dans le village de Cardonnette, dans le département de la Somme, dans la communauté d'agglomération Amiens Métropole.

## Historique
À la fin du XIXe siècle, la municipalité décida de reconstruire l'église et adopta en 1892 le projet d'Émile Ricquier, architecte amiénois. L'édifice fut inauguré en 1895.

## Caractéristiques
L'église de Cardonnette est un exemple d'architecture éclectique, elle est construite en brique, dans les styles néo-roman et néo-byzantin, avec quelques éléments empruntés à l'art islamique, comme les motifs ajourés, sortes de dentelle sculptée dans la partie inférieure du clocher. Par ailleurs, les effets de polychromie, obtenus par le jeu des briques rouges et beiges et les décors géométriques et floraux dans l'appareillage des murs, confèrent à l'ensemble un style oriental (motifs en nid d'abeille du clocher, claveaux du portail occidental alternativement rouges et blancs). Les baies de l'étage octogonal du clocher rappellent les clochers toulousains. Le clocher, qui surmonte la façade, se termine par un dôme en forme de cône en brique et ciment. La pierre est réservée à quelques éléments de décor, comme le linteau du portail occidental.
L'édifice conserve une statue du Christ aux liens transférée dans l'église de Cardonnette en 1987. Elle se trouvait jusque-là dans le cimetière. Elle daterait de la première moitié du XVIIe siècle ; un tableau de Désiré Letellier-Belladame, directeur de l'école des Beaux-Arts d'Amiens, représentant saint Vaast guérissant un aveugle et un boîteux (1885) et un ensemble de mobilier, vitraux, bannières etc..